# The Orb
The Orb – brytyjska grupa muzyczna wykonująca muzykę ambient, ambient techno i ambient house. Założona w 1988 przez Alexa Patersona wraz z członkiem KLF Jimmym Cautym.
Wkrótce po powstaniu grupy Cauty skoncentrował się na pracy w KLF, a na jego miejsce do The Orb dołączył Kris Weston. Debiutanckim albumem grupy był The Orb's Adventures Beyond The Ultraworld wydany w 1991 przez wytwórnię Big Life.
Po odejściu Westona w składzie The Orb występowali jeszcze Simon Phillips i Andy Hughes. Jedynym stałym członkiem był Paterson. Obecnie współpracuje on w ramach The Orb z niemieckim producentem Thomasem Fehlmannem.

## Wybrana dyskografia

### Albumy
- 1991: The Orb's Adventures Beyond The Ultraworld (Big Life)
- 1992: Aubrey Mixes: The Ultraworld Excursions (Big Life)
- 1992: The Orb's Adventures Beyond the Ultraworld: Patterns and Textures (Big Life) - wideo VHS
- 1992: U.F.Orb (Big Life)
- 1993: Live '93 (Big Life)
- 1994: Pomme Fritz (Island Records)
- 1995: Orbus Terrarum (Island Records)
- 1996: Auntie Aubrey's Excursions Beyond the Call of Duty (Deviant Records, Ultra Records) - zbiór remiksów dokonanych przez zespół
- 1997: Orblivion (Island Records)
- 1998: U.F.Off - The Best of The Orb (Island Records) - kompilacja singli
- 2001: Cydonia (Island Records)
- 2001: Auntie Aubrey's Excursions Beyond the Call of Duty Part 2 (Deviant Records, Ultra Records) - zbiór remiksów dokonanych przez zespół
- 2003: Back to Mine: The Orb (DMC Publishing) - kompilacja ulubionych utworów zespołu
- 2004: Bicycles & Tricycles (Cooking Vinyl, Sanctuary Records)
- 2005: Orbsessions Volume One (Malicious Damage)
- 2005: Okie Dokie It's The Orb on Kompakt (Kompakt)
- 2007: Orbsessions Volume Two (Malicious Damage)
- 2007: The Dream (Liquid Sound Records)
- 2008: The BBC Sessions 1989-2001 (Universal)
- 2010: Metallic Spheres (Columbia Records) - we współpracy z Davidem Gilmourem
- 2011: C Batter C (Malicious Damage) - audio i DVD
- 2012: The Orbserver in the Star House (Cooking Vinyl) - feat. Lee "Scratch" Perry

### Single/EP
- 1989: Kiss EP (WAU/Mr. Modo Records)
- 1989: A Huge Ever Growing Pulsating Brain That Rules From the Centre of the Ultraworld (Big Life, WAU/Mr. Modo Records)
- 1990: Little Fluffy Clouds (Big Life)
- 1991: Perpetual Dawn (Big Life)
- 1992: Blue Room (Big Life)
- 1992: Assassin (Big Life)
- 1995: Oxbow Lakes (Island Records)
- 1997: Toxygene (Island Records)
- 1997: Asylum (Island Records)
- 2001: Once More (Island Records)
- 2002: Daleth of Elphame EP (Badorb.com)
- 2003: Kompassion (Kompakt)
- 2004: Aftermath (Sanctuary Records)
- 2004: Komplott (Kompakt)
- 2004: The Orb vs. Meat Beat Manifesto - Battersea Shield (Malicious Damage)
- 2005: Komfort (Kompakt)
- 2008: Vuja De (Liquid Sound Records)
- 2009: DDD (Dirty Disco Dub) (Six Degrees Records, download)
- 2012: Golden Clouds (Cooking Vinyl) - feat. Lee "Scratch" Perry
- 2012: Soulman (Cooking Vinyl) - feat. Lee "Scratch" Perry